# Эустахио, Бартоломео
Эустакио (Евстахио) Бартоломео (Варфоломе́й), или Евста́хий (лат. Eustachius; итал. Eustachio Bartolomeo; около 1510 — 27 августа 1574) — итальянский врач и анатом, был папским лейб-медиком и профессором анатомии в римской школе Сапиенца.

## Научная деятельность
Бартоломео Эустахио являлся одним из основоположников научной анатомии, в основу которой им были положены сравнительно-анатомические исследования органов человека и человеческого зародыша, а также патологоанатомические вскрытия.
Имя Евстахия носят открытая им «Евстахиева труба» (лат. tuba Eustachii) — соединительная труба между барабанной полостью и носоглоточным пространством, и valvula Eustachii — полулунный клапан нижней полой вены (vena cava inferior). Изучал и описывал строение других органов. Создал «Анатомические таблицы» (38 рисунков), опубликованные в 1714 году итальянским врачом Джованни Ланчизи. В своих воззрениях — последователь К. Галена и противник А. Везалия.

### Сочинения

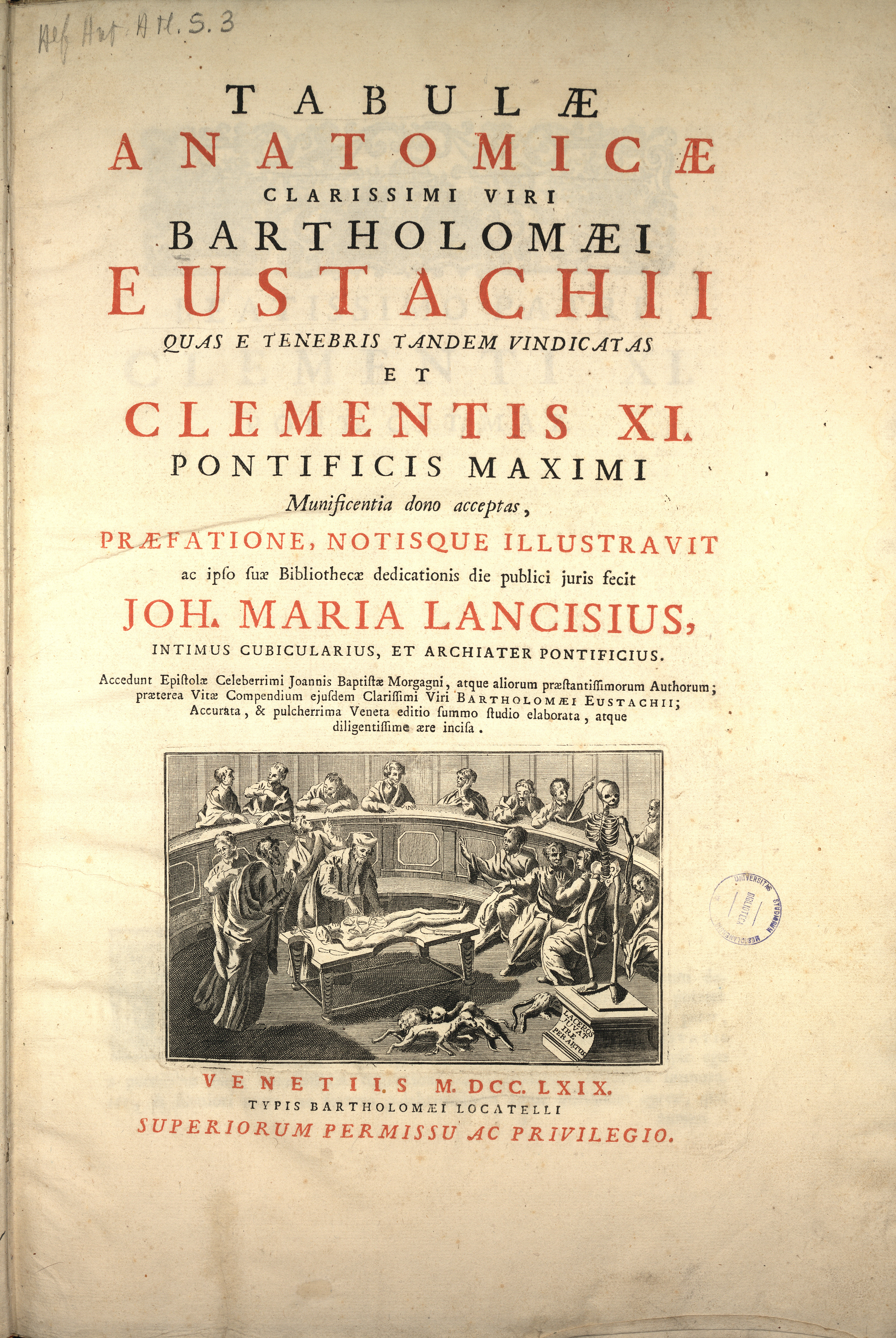
Tabulae anatomicae. Титульная страница (1769)

- Письма об органе слуха (1563)
- Opuscula anatomica…, Venetiis, 1707);
- Анатомические таблицы (Tabulae anatomicae, Romae, 1714).